# Csézy
Erzsébet Csézi, nota come Csézy (Mezőkövesd, 9 ottobre 1979), è una cantante ungherese.
Ha partecipato all'Eurovision Song Contest 2008 come rappresentante dell'Ungheria, presentando il brano Szívverés.

## Discografia

### Album
- 2007 - Szívverés
- 2009 - Csak egy nő